# Tony Vaccaro
Tony Vaccaro, nome d'arte di Michelantonio Celestino Onofrio Vaccaro (Greensburg, 20 dicembre 1922 – New York, 28 dicembre 2022), è stato un fotografo statunitense.
Conosciuto anche come Michael A. Vaccaro, è noto per le sue foto scattate in Europa nel 1944 e nel 1945 e in Germania subito dopo la seconda guerra mondiale. Dopo la guerra, divenne un celebre fotografo di moda e lifestyle per riviste statunitensi.

## Biografia
Secondogenito di tre figli, i suoi genitori, che erano immigrati italiani, lo battezzarono con il nome Michelantonio Celestino Onofrio Vaccaro. Il padre, Giuseppe Antonio, era originario del Molise, precisamente di Bonefro, in provincia di Campobasso e nel 1926 la famiglia tornò a Bonefro, dove Tony trascorse la giovinezza.
Con lo scoppio della seconda guerra mondiale, Vaccaro tornò negli Stati Uniti per sfuggire al regime fascista e al servizio militare obbligatorio in Italia. Negli Stati Uniti il diciassettenne Vaccaro, appena conclusa la sua formazione presso la scuola superiore di New Rochelle, si arruolò nell'esercito e venne inviato in Europa nel 1944.
Combatté come soldato semplice nel 1944 e 1945 nella 83ª divisione di fanteria dell'esercito statunitense in Normandia e poi in Germania. Il suo ruolo di ricognitore gli lasciava abbastanza tempo libero durante il giorno per scattare foto e divenne così il fotografo ufficiale del giornale della divisione. Nel settembre 1945 si congedò dall'esercito e soggiornò in Germania, dove ottenne un lavoro prima come fotografo per le autorità statunitensi di stanza a Francoforte, poi per Weekend, il supplemento domenicale del giornale dell'esercito statunitense Stars and Stripes. Fino al 1949, Vaccaro operò come fotografo in Germania e in Europa, documentando la vita del dopoguerra.
Dopo il suo ritorno negli Stati Uniti nel 1949, ha lavorato per le riviste Life e Look e poi per la rivista Flair. Molte foto dalla sua vasta collezione (nonostante 4000 immagini siano andate perdute in un incidente nel 1948) sono conservate nell'archivio di guerra e sono state pubblicate nel 2001 nel suo libro Entering Germany: Photographs 1944-1949. Tra le sue foto più famose ai personaggi del jet-set e del cinema quelle di Sophia Loren a Hollywood, John Kennedy alla Casa Bianca, Peggy Guggenheim in gondola a Venezia.
Nel 1994 ha ricevuto in Francia la Legion d'onore, in occasione delle celebrazioni del cinquantesimo anniversario dello sbarco in Normandia. È stato insignito dall'Università degli Studi "Gabriele d'Annunzio" dell'Ordine della Minerva.
Vaccaro è morto nella sua casa di New York il 28 dicembre 2022, pochi giorni dopo aver compiuto cento anni.

## Vita privata
Aveva sposato Anja Lehto (1939–2013), una modella finlandese, nel 1963. Hanno avuto due figli (Frank e David) e si sono separati nel 1997. Si erano conosciuti quando Vaccaro stava girando una serie su Marimekko for Life.

## Esposizioni principali
- Luxembourg by Tony Vaccaro, 1944-1945, Lussemburgo, 1995, Lions Club.
- Tony Vaccaro: La mia Italia, Berlino, 1996, Galerie Bilderwelt.
- Tony Vaccaro: Deutschland 1945 - 1949, Berlino, 1999, Galerie Bilderwelt.
- Frank Lloyd Wright, Kirchentellinsfurth, 2002,  Kultur-unterm-Schirm.
- Tony Vaccaro: la mia Italia, fotografie 1945-1955, Padova, 2005, Associazione culturale "Balbino Del Nunzio di Padova" in collaborazione con la Galerie Bilderwelt, Berlin.

## Mostre permanenti
In Molise nella sua Bonefro presso il Palazzo Miozzi, dall'agosto 2014 vi è una mostra permanente monografica, delle sue fotografie, curata da Reinhard Schultz e dalla Galleria Bilderwelt di Berlino.

## Pubblicazioni
- Entering Germany: Photographs 1944-1949, Taschen Verlag, 2001. ISBN 3-8228-5908-7
- Shots of War Berlino, Galerie Bilderwelt, 2002. ISBN 3-905597-34-9
- con Lee Miller, Scatti di guerra, Punctum Edizioni, Roma, 2009. ISBN 978-88-95410-34-0